# 香肉果属
香肉果属（学名：Casimiroa）是芸香科下的一个属，为常绿乔木或灌木植物。该属共有6种，分布于中美。